# Symbolické násilí
Symbolické násilí  je druh násilí, jenž je pácháno na určitých sociálních skupinách za jejich spoluúčasti. Tento termín je spjat s francouzským sociologem Pierrem Bourdieuem. Bourdieu jej vytvořil při zkoumání původu nerovnosti ve společnosti. Byl vytvořen k popsání často skrytých a neúmyslných jevů kulturní a sociální dominance, nacházejících se v každodenním životě. Spoluúčast ovládaného na tomto násilí potvrzuje jeho místo v sociální hierarchii společnosti. Moc vládnoucího je o to lépe přijímána, čím více se na jejím vytváření ovládaní podíleli. Ovládaný nemůže jinak než vládnoucího uznávat, protože pro reflexi vzájemného vládnoucího vztahu může použít pouze nástroje, ve kterých je tento vztah obsažen. Jedinou možností, jak tyto vztahy rozbít, je zrušit podmínky, které je vytvořily. Bourdieu termín poprvé použil v knize La Distinction, v níž na základě empirického výzkumu došel k tomu, že kultura slouží k legitimizování sociálních rozdílů.